# Kuryliwka (Kupjansk)
Kuryliwka (ukrainisch Курилівка; russisch Куриловка Kurilowka) ist ein Dorf im Osten der ukrainischen Oblast Charkiw mit etwa 3600 Einwohnern (2001).

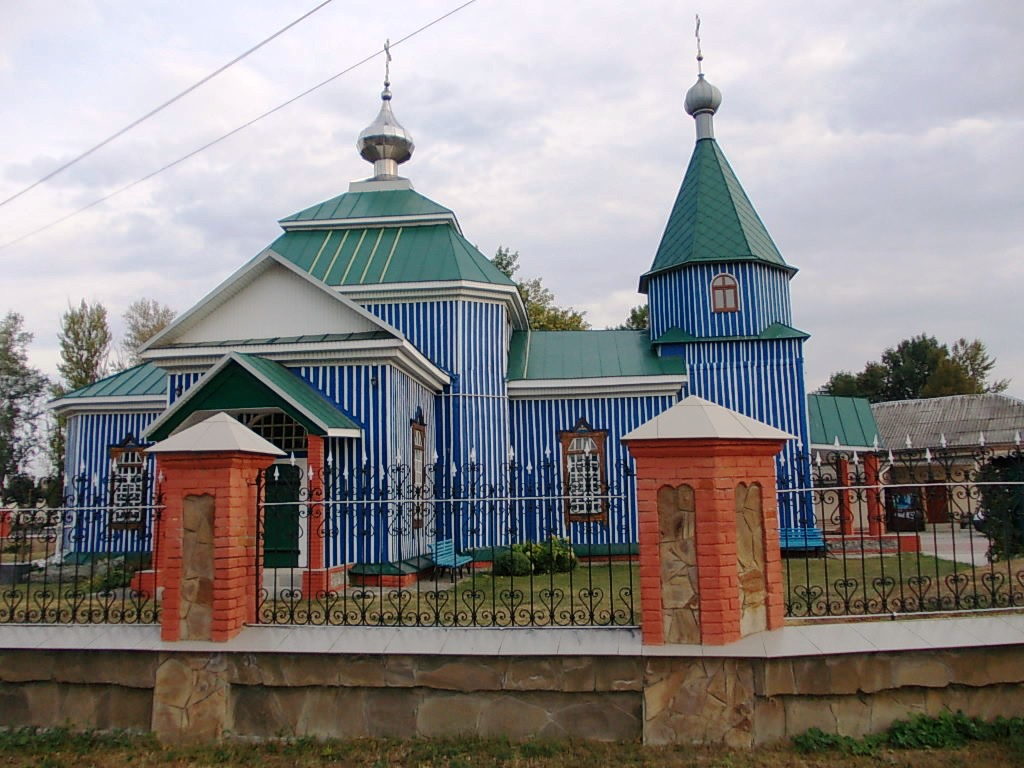
Kirche im Ort

Das in der zweiten Hälfte des 18. Jahrhunderts gegründete Dorf (anderen Quellen nach 1775) liegt 11 km südöstlich des Stadtzentrums von Kupjansk sowie 4 km östlich der Siedlung städtischen Typs Kupjansk-Wuslowyj und 4 km nördlich der Siedlung städtischen Typs Kiwschariwka.
Das Oblastzentrum Charkiw befindet sich etwa 125 km westlich vom Dorf.
Kuryliwka besitzt eine Bahnstation an der Bahnstrecke zwischen Kupjansk und Rubischne. Nördlich vom Dorf verläuft die Regionalstraße P–07.
Im Verlauf des Ukrainekrieges wurde der Ort im Februar 2022 durch russische Truppen besetzt und kam im Zuge der Ukrainische Gegenoffensive in der Ostukraine im September 2022 wieder unter ukrainische Kontrolle.

## Verwaltungsgliederung
Am 12. Juni 2020 wurde das Dorf zum Zentrum der neugegründeten Landgemeinde Kuryliwka (Курилівська сільська громада/Kuryliwska silska hromada). Zu dieser zählen auch die 11 in der untenstehenden Tabelle aufgelistetenen Dörfer sowie 1 Ansiedlung, bis dahin bildete es zusammen den Dörfern Nowoossynowe und Podoly sowie der Ansiedlung Pischtschane die gleichnamige Landratsgemeinde Kuryliwka (Курилівська сільська рада/Kuryliwska silska rada) im Norden des Rajons Kupjansk.
Folgende Orte sind neben dem Hauptort Kuryliwka Teil der Gemeinde:
| Name                     | Name         | Name                           |
| ukrainisch transkribiert | ukrainisch   | russisch                       |
| ------------------------ | ------------ | ------------------------------ |
| Bile                     | Біле         | Белое (Beloje)                 |
| Chomyne                  | Хомине       | Хомино (Chomino)               |
| Lisna Stinka             | Лісна Стінка | Лесная Стенка (Lesnaja Stenka) |
| Kolisnykiwka             | Колісниківка | Колесниковка (Kolesnikowka)    |
| Kruhljakiwka             | Кругляківка  | Кругляковка (Krugljakowka)     |
| Hluschkiwka              | Глушківка    | Глушковка (Gluschkowka)        |
| Nowoossynowe             | Новоосинове  | Новоосиново (Nowoossinowo)     |
| Pischtschane             | Піщане       | Песчаное (Pestschanoje)        |
| Podoly                   | Подоли       | Подолы                         |
| Senkowe                  | Сенькове     | Сеньково (Senkowo)             |
| Synycha                  | Синиха       | Синиха (Sinicha)               |
| Woronziwka               | Воронцівка   | Воронцовка (Woronzowka)        |